# Specklinia glandulosa
Specklinia glandulosa es una especie que pertenece a la familia Orchidaceae.  Esta especie ha sido conocida en el pasado con el nombre de Pleurothallis glandulosa o como P. vittariifolia. Sin embargo, el espécimen tipo de P. vittariifolia corresponde muy bien con el tipo de P. glandulosa y son aparentemente sinónimos. Aunque ambos nombres fueron publicados en 1923, el nombre de O. Ames tiene prioridad sobre el de R. Schlechter.   
Specklinia glandulosa es una especie prácticamente desconocida, no se conoce su potencial hortícola o importancia ecológica.

## Clasificación y descripción
Esta herbácea crece en los árboles (epífita),  en forma de matas espesas (cespitosa), hasta 5 cm de alto. Sus raíces son delgadas, flexuosas (que se encuentran torcido o doblado, con los dobleces dispuestos alternadamente en sentidos opuestos), blanquecinas. Tallos de hasta 5 mm de alto. Sus hojas son carnosas, miden 2-4 cm x 1-3 mm. Las flores se encuentran en inflorescencia del anillo, erecta, en forma de racimo (racemosa); rodeada en la base por una bráctea; pedúnculo pubescente. Sépalos laterales unidos casi en 3/5 de su longitud. Los pétalos presentan dos nervaduras, miden 1,7-3 x 1,1-2 mm. El labelo está cubierto de papilias. Columna delgada, ligeramente arqueada, 2-3 mm de largo, con alas aserradas en el borde; pie con un par de callos cónicos cerca de la base. Antera ventral. Los frutos son cápsulas obovoide, 5,5-6 mm de largo, 2,5 mm de grosor.

## Distribución y ambiente
La floración de S. glandulosa ha sido registrada entre mayo y julio. La morfología de las flores sugiere que presenta un sistema de polinización por engaño. No se conocen los polinizadores, pero se sugire que podría ser  ser pequeñas moscas.
Se distribuye en el sur de México (Chiapas; Acacoyagua; Monte Madre Vieja). Entre las regiones Terrestres Prioritarias se encuentra El Triunfo-La Encrucijada-Palo Blanco. En la región del Soconusco donde se distribuye S. glandulosa la vegetación ha sido destruida casi en su totalidad para el establecimiento de cafetales. Es posible que en estos sitios solo persistan algunos fragmentos de bosque en las cañadas dentro de las fincas y ejidos cafetaleros, pero la extensión y estado de conservación de estos relictos es poco conocida. Esta es una especie poco conocida en México, se ha colectado muy pocas veces. Se conoce solo de la región del Soconusco. Fue colectada por primera vez en la década de 1930 y nuevamente hasta 1990. Recientemente se localizó una población en las faldas del volcán Tacaná. Su distribución anterior al establecimiento de las plantaciones de café en esta región debió haber sido mucho más continua, pero actualmente es francamente relictual en algunos de los pocos fragmentos que permanecen. 
En la actualidad su distribución contempla además de México lugares como: Costa Rica; El Salvador; Guyana; Panamá y Venezuela.

## Estado de conservación
La fragmentación del bosque tiene efectos negativos sobre los polinizadores de orquídeas epífitas miniaturas que presentan poblaciones muy pequeñas, pues al quedar las subpoblaciones aisladas en parches de hábitat, los polinizadores son incapaces de trasladarse entre parches muy separados, reduciéndose así el intercambio genético entre ellas.
No existe comercio nacional o internacional para esta especie. Su nombre no se encuentra incluido en los catálogos de los criaderos especializados en orquídeas, tanto en Estados Unidos como en Europa, tampoco se sabe que sea comercializada en Centroamérica, donde es posible que la especie sea más común. 
De acuerdo a la NORMA OFICIAL MEXICANA NOM-059-SEMARNAT-2010 se encuentra sujeta a protección especial (Pr), incluida bajo su sinónimo taxonómico Pleurothallis vittariifolia.
La conservación in situ de la especie solamente será posible si se garantiza la protección de su hábitat. Existe una población documentada justo afuera del límite de la zona de amortiguamiento de la reserva El Triunfo. Otras poblaciones deben existir en los relictos de bosque original que se mantienen en algunas fincas cafetaleras y ejidos.
La conservación ex situ es una estrategia adicional para S. glandulosa que debería ser considerada si no se puede garantizar la protección de los escasos manchones de su hábitat que aún permanecen. Esta especie no es difícil de mantener en invernadero con temperaturas intermedias-frías, muy húmedo, muy ventilado y sombreado.
Las principales amenazas para la especie son la pérdida y transformación de su hábitat. Entre las causas de este fenómeno se cuentan la introducción de cafetales, los sistemas agrícolas de bajo rendimiento, la expansión de la ganadería y los asentamientos irregulares. En muchos casos los cafetales son plantaciones de sol y no quedan ni siquiera árboles primarios de sombra, por lo que la pérdida de la vegetación original es total. El ser una especie estricta en requerimientos de hábitat y climáticos es un factor adicional de riesgo.